# Wolica (powiat włoszczowski)
Wolica – wieś w Polsce położona w województwie świętokrzyskim, w powiecie włoszczowskim, w gminie Secemin.
W latach 1975–1998 miejscowość administracyjnie należała do województwa częstochowskiego.
Na terenie wsi znajduje się Sala Królestwa zboru Świadków Jehowy.